# Звірине молоко
«Звірине молоко» — казковий сюжет, широко поширений у східних слов'ян. У ньому зазвичай розповідається про невірну дружину, сестру або матір, які, щоб позбутися героя, що заважає їм, відправляють його у ліс за звіриним молоком (іноді вдають хворих і кажуть, що їх може зцілити тільки звірине молоко). Герой долає перешкоди і дістає звірине молоко або сам, або за допомогою чарівних помічників — врятованих звірів. У ролі коханця невірної сестри (дружини, матері), заради якого підступна дівчина і посилає брата на загибель, виступає вогняний цар, розбійник, змій, чаклун, залізний вовк.
Відомо 74 варіанти російських, 46 — українських, 25 — білоруських казок. Сюжет поширений серед інших народів, найстаріші варіанти якого зафіксовані в середньовічній літературі. Сліди цього сюжету відзначалися дослідниками у «Старшій Едді». Інакше називається «Невірна дружина» або «Удавана хвороба».

## Афанасьєвські варіанти

### Варіант 118а / 202: ведмідь із залізною шерстю
Ця версія, яка сама по собі має варіації, була зібрана в Карачевському повіті (Орловська управа), ймовірно, Павлом Якушкіним. Примітки до російського видання 1984-85 років вказують на деякі невідповідності в історії. На додаток до свого фалократичного аспекту, ця версія має особливість, що містить дуже грубі терміни, представлені на письмі їх ініціалами, за якими слідують три крапки, як це все ще прийнято в Росії для мату).
У царя двоє дітей: Іван-царевич і княгиня Олена (Олена) Прекрасна. Одного разу з’являється ведмідь із залізним хутром і починає пожирати царських підданих. Щоб убезпечити своїх дітей, він побудував високу колону і помістив їх на вершині з провізією «на п'ять років».

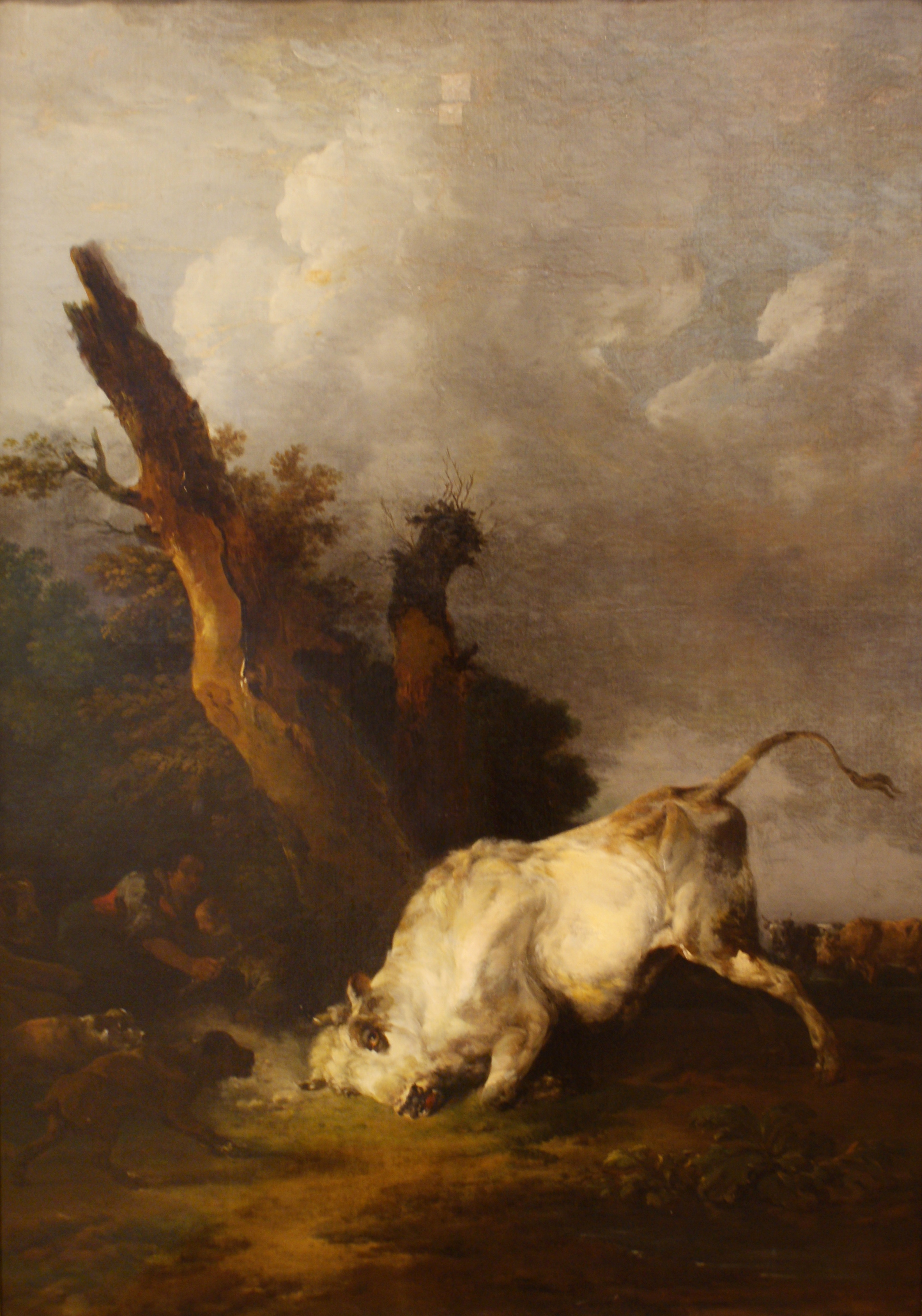
«Зріжте мене і з'їжте, зберіть і порубайте мої кістки...»(Франческо Казанова, Пейзаж і Бик)

З'ївши все населення, ведмідь заходить до палацу і починає гризти мітлу, яка потім зраджує Івана та Олену, вказуючи на колону, де вони ховаються. Ведмідь починає розгойдувати колону, а Іван кидає в неї їжу, заспокоюючи звіра, який ситно засинає. Тричі Іван і Олена намагаються втекти, послідовно використовуючи коня, гусей і бичка. Перші два рази ведмідь наздоганяв їх, з'їдав їхніх «коней» і вів назад до колони позбувається його, плюнувши йому в очі і перепливши річку, де ведмідь потонув.
Коли Іван і Олена починають страждати від голоду, бичок рекомендує їм зарізати його, з’їсти і зібрати його кістки з яких вийде маленький чоловічок який допоможе їм. Так і відбувається, і всі троє йдуть глибше в ліс, де виявляють будинок, зайнятий бандитами. Маленька людина вбиває бандитів та їхнього отамана (вождя) і замикає тіла в кімнаті, куди він забороняє Олені входити. Вона виходить за межі заборони і закохується в отамана.
Використовуючи мертву воду і живу воду, отриману від Івана, вона воскрешає отамана і починає змовлятися з ним, щоб позбутися її брата. Двоє спільників послідовно відправляють його на пошуки молока від вовчиці, ведмедиці та левиці, яку Іван повертає до них завдяки допомозі чоловіка, тримаючи при собі дитинча кожної тварини. Побачивши, що не можуть позбутися Івана, Олена з отаманом відправили його на пошуки яєць жар-птиці; але вона, розлючена, ковтає чоловічка, а Іван повертається з порожніми руками. Олена з отаманом, радіючи, що чарівний помічник зник, планують убити Івана. Але останній, який підслухав їхню розмову, щоб відстрочити термін просить перед смертю викупатися в бані.
Баня готова, Олена наказує своєму братові вмитися якомога швидше, але він не поспішає; раптом з'являються вовченя, ведмежа та левеня, які кажуть йому, що маленький чоловічок втік і скоро прибуде. Велить Іван лягти під порогом печі. У піч заходять Олена й отаман, яким уже не терпиться, Олена дає ляпаса братові. З'являється маленький чоловічок, який наказує трьом звірятам розтерзати отамана на маленькі шматочки, поки він прив'язує Олена голу до дерева, щоб комарі та інші комахи пожерли її; потім знову рушає з Іваном.
Вони прибувають до палацу, де мешкає молода воїтелька, якій, за словами Івана, потрібен чоловік, щоб її переміг. Іван перемагає дівчину в бою, і вона погоджується вийти за нього заміж. Чоловік радить Іванові покликати його на допомогу, якщо шлюбна ніч пройде погано. Воїтелька намагається задушити Івана і чоловічок приходить на допомогу і починає бити дружину, наказуючи їй «поважати свого чоловіка»; в результаті чого стосунки між подружжям значно покращуються.
На прохання дружини Іван звільняє Олену і дозволяє їй жити з ним. Одного разу Олена пропонує знешкодити Івана і користується нагодою, щоб встромити зуб смерті в його волосся, що змусить його загинути за допомогою магії. Івана рятують його тварини (до яких приєднується лисиця). Щоб остаточно покарати сестру, він наказав прив’язати Олену до хвоста коня і відпускає його рівниною.

### Варіант 118б / 203: ідіот і бандити
Ця версія була зібрана в Оренбурзькому уряді . Хоча вона і фігурує під такою ж назвою в збірці Афанасьєва, в ній не згадується молоко диких звірів, герой відправляється на пошуки чудодійних яблук. Казка передує приємний пролог, що розповідає про сварку двох селян Антона й Агафона про грізну хмару, яка насувається.
У селянина двоє синів і дочка. Коли він помирає, він залишає всю свою спадщину старшому синові, який розумний, і нічого молодшому, який є дурнем. Незважаючи на це, дочка і молодший син змушують старшого залишитися і жити в парильні, поки дурень працює в лісі.

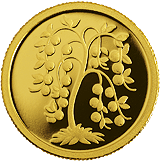
Золота яблуня (латвійська пам'ятна монета)

Ідучи одного разу збирати гриби, він виявляє галявину, де стоїть великий, триповерховий, закритий будинок. Він входить туди за допомогою драбини і виявляє певну кількість багатств. Він сідає і починає пити, потім приходять дванадцять бандитів, які приносять свою здобич. Він свариться з ними, вбиває їх, крім їхнього отамана, який переховується. Замість грибів він приносить сестрі повний кошик золота.
Завдяки золоту він приготував щедру трапезу для померлих в пам'ять про батька, і запросив своїх родичів та сусідів, які спочатку були налаштовані дуже скептично. При вигляді розкішно прикрашеного столу невістка особливо стає жертвою ревнощів і змушує брата вимагати половину золота від дурня, але той кидає їм усе і забирає свою сестру жити в будинок бандитів. Сестра, побувавши на місці, зустрічає отамана і закохується в нього; обидва не витрачають час на пошук способу позбутися дурня.

Отаман відповів: «Грайте в карти...». (Інгольдс Гюльдін Шпіль, Аугсбург, 1472)

Сестра прикидається хворою і запевняє дурня, що яблука з далекого саду могли б її вилікувати, очікуючи, що на шляху він зустріне смерть. Дурень із кошиком у руці йде в ліс і знаходить інший будинок, цього разу п’ятиповерховий, також повний багатства та сад з яблуками, що виблискували на сонці. Він наповнює ними свій кошик, але залишається, бажаючи заплатити господареві будинку. Невдовзі з'являються двадцять чотири розбійники, які приводять із собою молоду вродливу дівчину, яку починають дражнити і знущатися над нею. Дурень втручається, вбиває розбійників і забирає дівчину та яблука з собою.
Тоді отаман пропонує сестрі пограти з дурнем в карти, а того, хто програє, прив’язати до стільця: таким чином він матиме можливість відрубати голову знерухомленому дурню. Але дівчина-красуня, яка почула змову, стає за двері і, коли входить отаман, сама відрубує йому голову ударом шаблі. Розлючений дурень звільняється, хапає меч і в свою чергу відрубує голову своїй поганій сестрі, а потім кидає її тіло як їжу диким звірам.
Пізніше прекрасна дівчина просить ідіота повернутися з нею в її країну, де її батько - цар. Вона розповідає всю історію цареві, який дуже задоволений і віддає свою доньку заміж за ідіота.

### Варіант 118c / 204: Змій Горинич
Місце колекції для цієї версії не було записано.

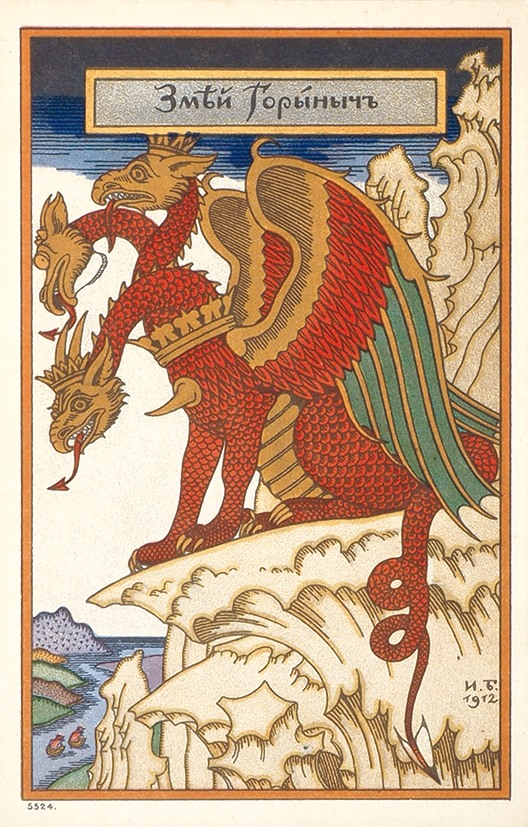
Змій Змій Горинич, художник Іван Білібін.

У царя є син і дочка. Буває, що гине все населення сусіднього королівства. Син Іван-царевич вирішує переїхати туди, незважаючи на спротив батька, а за ним і сестра. По дорозі вони зустрічають ізбу на курячих ніжках, де живе Баба Яга. Іван пояснює йому свій проект, і відьма застерігає його від сестри, яка завдасть йому шкоди. Наступного дня вона дає йому собаку та м’яч, який котиться сам по собі, і просить його слідувати за нею, куди б він не котився. .
Таким чином брат і сестра досягають іншої подібної ізби, де інша Баба-Яга після того, як також попередила Івана про його сестру, дає йому іншу собаку та рушник, який зробить міст, якщо його потрясти, рекомендуючи зробити це таємно від своєї сестри. Коли вони потім досягають великої річки, Іван непомітно махає серветкою, і з’являється міст. Коли річку перетнули, він помахав серветкою на іншому кінці, і міст зник.
Таким чином вони досягли королівства, де всі люди загинули. Поки Іван полює з собаками по болотах, прибуває гірський Змій Горинич, який сідає на інший берег річки і перетворюється на вродливого юнака. Принцеса бачить його і знаходить, що він їй подобається, але юнак не може перетнути річку: він повідомляє її сестрі про існування чарівного рушника Івана, і пропонує їй вкрасти його у нього під приводом випрати свій одяг. Вона послухалася його поради, і наступного дня, коли Іван поїхав, Змій зміг приєднатися до дівчини.

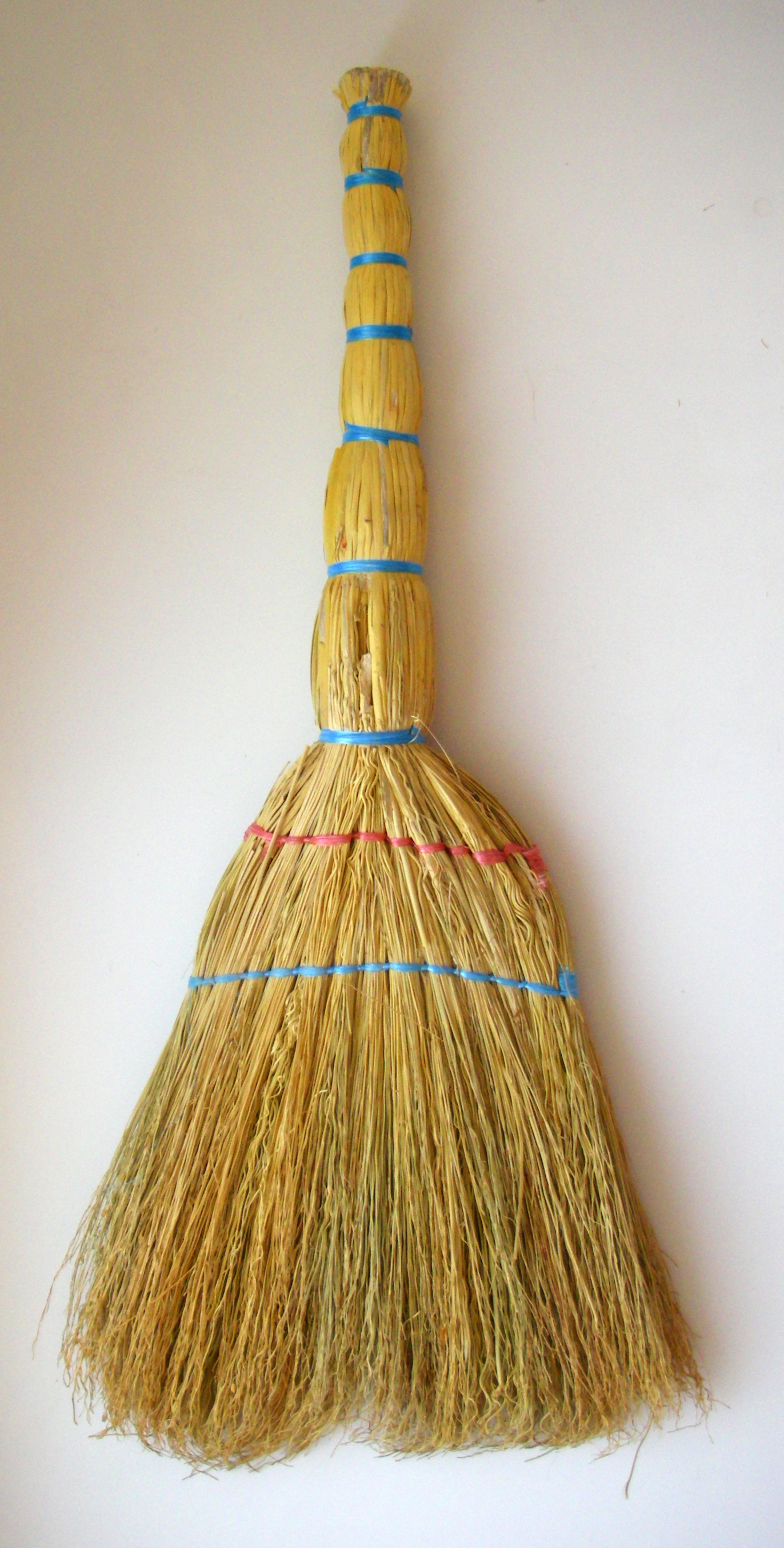
«Сказав він і перетворився на мітлу (веник)».

Відтоді вони починають будувати змови, як позбутися Івана. Юнак пропонує сестрі утворити хворобу і прикинутися, що вовче молоко може її вилікувати, сподіваючись, що Іван загине в пригоді. У лісі Іван зустрічає вовчицю, яку збирається вбити, але на її прохання милує її, а натомість отримує молоко і вовченя, яке буде йому служити. Коли Змійбачить, що він повертається, він радить сестрі попросити у неї ведмежого молока, а сам перетворюється на мітлу, щоб його не помітили. Іванові собаки, відчувши присутність зла, накидаються на мітлу, щоб розірвати її на шматки, але Іван заспокоює їх.
Тому Іван знову вирушає на пошуки ведмежого молока, і так само, як і раніше, він пощадить ведмедицю, яка віддає йому своє молоко і довіряє йому своє дитинча; йому доведеться піти втретє, цього разу в пошуках молока левиці, яку він повертає разом із левеням. Повернувшись, Змій послідовно робив собі мітлу, потім лопату для духовки, і щоразу собаки гарчали і нападали на злий предмет.
Розчарований невдачею своїх маневрів, Змій вирішує відправити Івана в тричі десяте царство: є млин, замкнений за дванадцятьма залізними дверима, які відкриваються лише раз на рік і зачиняються так швидко, що ніхто не може вибратися. Тож нехай Іван привезе трохи борошна з цього млина!
Тож царевич знову вирушив у дорогу, озброєний печивом і в супроводі всіх своїх тварин. Він прибув до млина, пройшов крізь залізні ворота і встиг набрати трохи борошна перед тим, як знову пройти крізь ворота, але його тварини залишилися позаду. Коли Змій побачив, що він повертається без своєї зграї, він подумав, що може зжерти його, але Іван просить дозволити йому прийняти останню баню. Змій погоджується, але за умови, що Іван сам приготує баню. Поки Іван ходить по дрова та воду, до нього прилітає ворон і радить не поспішати, бо звірі вже прогризли чотири двері. Пізніше ворон каже йому, що вони вже прогризли вісім дверей. Коли він почав вмиватися, прибіг один з його собак, а за ним і всі інші звірі, які нарешті здолали дванадцять залізних воріт. Вони накидаються на Змія і розривають його на шматки, а Іван розвіює його попіл по всій рівнині. Потім він хоче відрубати голову сестрі, але вона благає його, і Іван замикає її у вежі з оберемком сіна і двома діжками, одна повна води, а друга порожня: коли вона з'їсть все сіно, вип'є всю воду і наповнить другу діжку своїми сльозами, її пробачать.
Казка включає в себе другу послідовність, в якій Іван-царевич їде зі своєю зграєю в інше царство і звільняє там царівну, на якій одружується, перш ніж повернутися, щоб визволити свою сестру.

### Варіант 118d / 205: літературна версія
Зібрано в Курській губернії. Ця версія явно є літературною обробкою, згадуючи про невірну дружину князя, що не є звичайним для такого роду казок.
Казка відкривається знайомством з героями: Змієм Змієвичем, який перетворився на відважного юнака, щоб спокусити царівну; царівною, вродливою, але гордою і зарозумілою, яка має слабкість до Змія; та Іваном, її чоловіком, завзятим мисливцем, до команди якого входять не лише собаки, але й найрізноманітніші звірі, кожен з яких допомагає йому по-своєму: лисиця, заєць, яструб і сокіл.
Змій безуспішно намагається змусити Івана зникнути, але саме принцеса вигадує хитрість: вона лягає в ліжко і прикидається хворою, кажучи Іванові, що одужає лише тоді, коли зможе скупатися у вовчому молоці. Іван вирушає зі своєю зграєю і зустрічає вовчицю, яка благає його пощадити її життя: на знак подяки вона віддає йому трохи свого молока і вовченя. Принцеса, розчарована тим, що її чоловік повернувся цілим і неушкодженим, здається, одужує завдяки молоку, але незабаром знову прикидається хворою і вимагає ведмежого молока; Іван приносить їй його назад, поповнивши свою зграю ще одним ведмежам. Після цього йому доводиться вирушати на пошуки молока левиці, що є набагато складнішим завданням, яке він, проте, виконує, приносячи назад левеня в процесі.

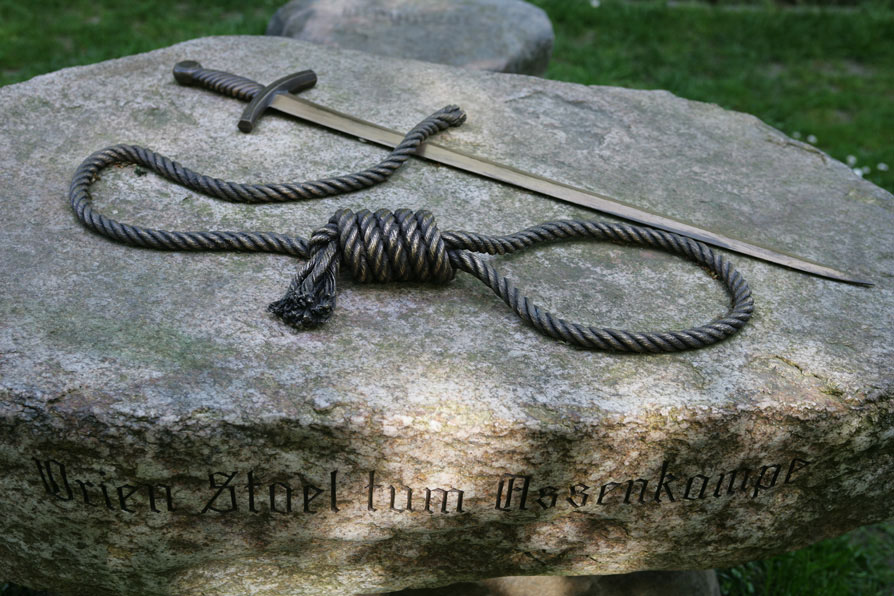
«Шовковий зашморг на шию» (La Femeiche d'Erle)

Потім погана дружина просить його принести їй чарівний пил, який можна знайти «за дванадцятьма дверима, за дванадцятьма замками, в дванадцяти кутках злого млина». Коли Іван доходить до млина, двері й замки відчиняються самі; він збирає чарівний пил і виходить, але двері та замки зачиняються прямо за ним, потрапляючи в пастку його тварин, яких Іван змушений покинути. Він повертається з важким серцем і знаходить свою дружину в доброму здоров’ї в компанії Змія, який підносить йому як вітальний подарунок із шовковою мотузкою, яка утворює петлю.
Іван просить його як останню послугу заспівати йому три пісні. Після першої пісні прилітає ворон і спонукає Івана співати далі, його звірі вже погризли троє дверей. Після другої пісні ворона каже йому, що звірі гризуть дев’яті двері. У Змій уривається терпець, але Іван встигає заспівати останню пісню, підбадьорений вороном. Потім, просунувши голову в петлю, він прощається зі своїми тваринами і світом; але в останню мить прилітають його звірі, які розривають Змія на шматки, а птахи пожирають наречену. Іван залишиться сам зі своєю зграєю, хоч і вартий був кращої долі. Висновок невідомого автора полягає в тому, що від цих доблесних хлопців, яких ми колись знайшли, нам залишилися одні казки.

## Інші варіації

### Худяковський варіант
Іван Худяков у своєму «Збірнику великоросійських сказань» (1860) повідомляє версію під назвою «Іван-царевич і Марія-царівна» (№ 10), яку він записав у селі Йолчино ( Рязанська губернія). Іван і Марія - брат і сестра; Марія, побачивши розбійника, хоче позбутися Івана і, прикинувшись хворою, відправляє його на пошуки молока спочатку до ведмедиці, потім до вовчиці, потім до левиці. Кожна з цих тварин дає йому молоко і одне з його дитинчат. Потім Марія і розбійник посилають його принести пилу з млина, який дав старий чоловік, але тварини залишилися замкненими в млині. Марія та розбійник вирішують вбити Івана, кинувши його в киплячу ванну. Коли наближається фатальна розв'язка, ворон підбадьорює його, розповідаючи, що на допомогу прилітають його тварини, які втекли з млина. Вони розривають розбійника на шматки, а Марія просить у брата пробачення. Він копає три ями, наповнює їх вугіллям і каже їй, що вона буде прощена, коли загасить три ями сльозами свого каяття.
Іван одружується. Його зла сестра ховає свинячий зуб у подружньому ліжку, від чого Іван і гине. Марія відмовляється ховати його і ставить його труну на стовп. Звірі знаходять його і зривають стовп, ведмідь вириває зуб свині з тіла Івана, який воскресає. Сестру убивають, а Іван може спокійно жити з дружиною.

## Коментарі

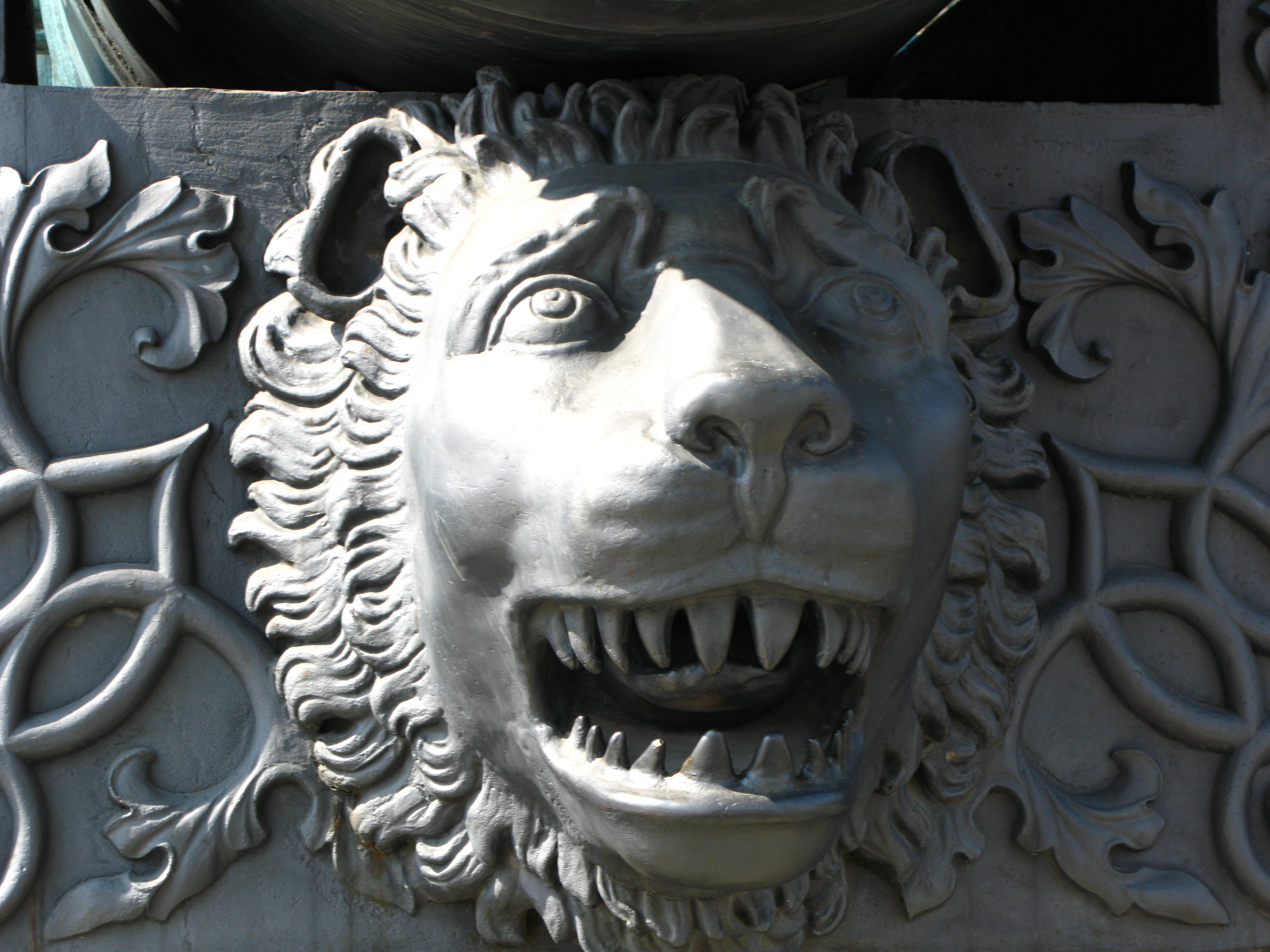
«Вхід до царства (потойбічного) - через пащі тварин». (Деталь з «Цар-гармати», Москва)

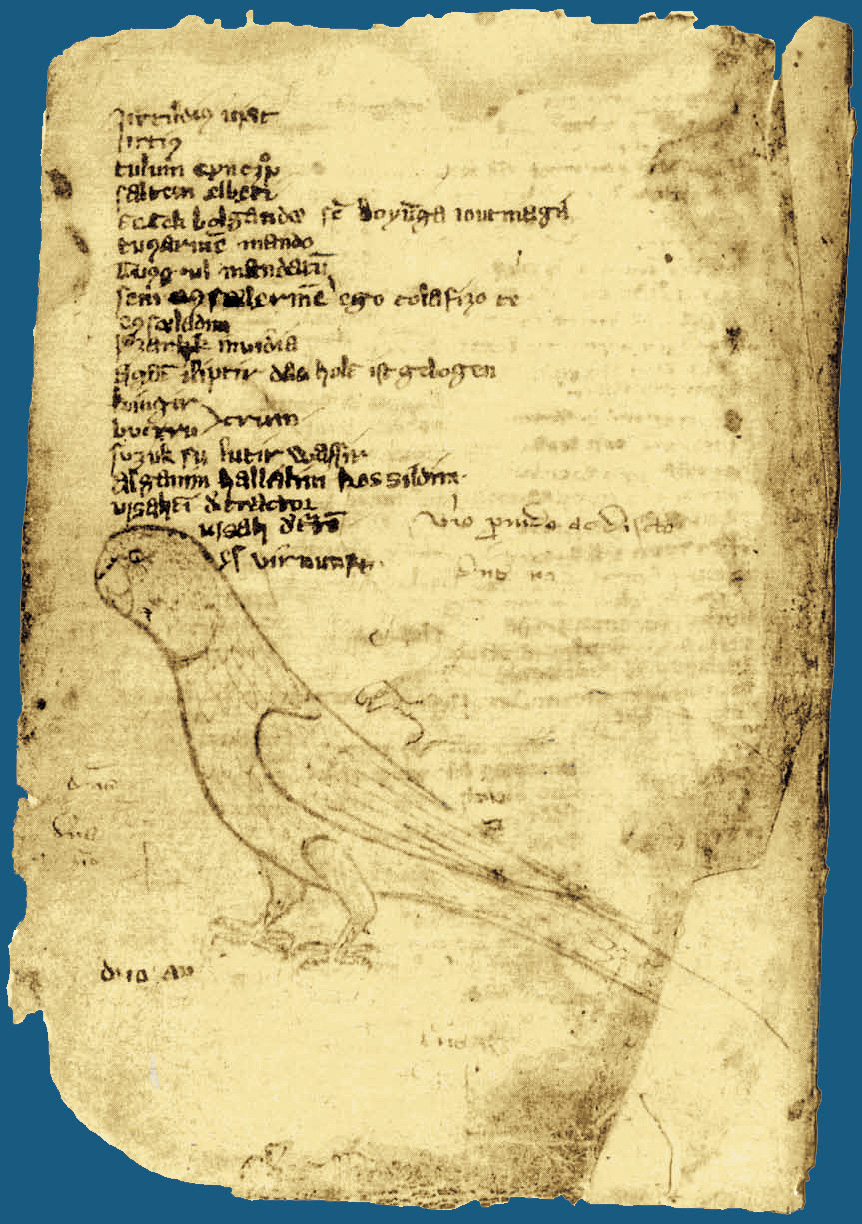
Сторінка з Codex cumanicus, середньовічного лінгвістичного посібника, призначеного для спілкування з кримськими татарами.

## Аналогії
- Близькі до неї дві інші повісті Афанасьєва, які з'являються відразу після цієї і мають назву «Притворная болезнь». Однак у цих оповіданнях саме мати Івана прагне вбити свого сина, покохавши або «Вогняного царя»[48], або «Лисого Пана»[49] .
- У казці Грімма «Вода життя» (Das Wasser des Lebens, KHM 97), два гордих старших брати входять один за одним у процесію, яка стає все вужчою і вужчою, поки вони не опиняються повністю нерухомими.
- В іншій казці Грімма « Два брати» (Die zwei Brüder, KHM 60), брати-мисливці пощадили послідовно зайця, лисицю, вовка, ведмедя і лева; кожна тварина дає їм двох своїх дитинчат. Ці тварини («віддані тварини») відіграють визначальну роль у решті історії, яка об’єднує велику кількість тем.